# عبد الله بن شايق
عبد الله بن شايق بن هادي الجحدري العاطفي القحطاني  (3 أكتوبر 1960 - 19 أبريل 2014)، من الحواصلة من آل عاطف من الجحادر من قبيلة قحطان.

## نشأته
عاش عبد الله بن شايق في البادية وكان والده بدوي يرتحل من مكان إلى آخر وكان بداية ظهور موهبته الشعرية في سن الخامسة عشر من عمره ثم استمر في صقل موهبته وتقابل مع عمالقة المحاورة مثل بكر الحضرمي فيصل الرياحي وصياف الحربي ورشيد الزلامي ومستور العصيمي وملفي المورقي وعبدالله العير وغيرهم من نجوم المحاورة.

## وفاته
توفي الشاعر عبد الله بن شايق يوم السبت 19 جمادى الآخرة 1435 هـ الموافق 19 أبريل 2014 في حادث مروري في مدينة ظلم على طريق الرياض - مكة برفقة 3 من أبناء عمومته وهم عائدون من احتفال قبيلة قحطان بقبيلة عتيبة ببحرة بمدينة جدة.
وصلي عليه ودفن في المزاحمية .

## روابط أخرى
ساحات المحاورة تتساءل عن غياب ابن شايق
رباعيه ابن شايق وشايع العيافي وعاضه البقمي ومصلح بن عياد على يوتيوب
أجمل موالات ابن شايق على يوتيوب